# Ifj.Váczi Károly
Váczi Károly (Kispest, 1921. május 22. – Budapest, 2007. december 12.) magyar zongoraművész, zenepedagógus.

## Életpályája
Id.Váczi Károly (1893-1976) klarinétművész és Klátyik Mária Anna fia. Kispesten járt általános iskolába, majd a Kispesti Magyar Királyi Állami Deák Ferenc Gimnáziumban érettségizett. A Templom téri templomban volt ministráns. Először édesapja után ő is klarinétozni kezdett, de korán kiderült, hogy az ő hangszere mégis inkább a zongora lesz. Ezen az instrumentumon olyan gyors előmenetelt tanúsított, hogy tizenhárom évesen Kósa György felvette zeneakadémiai osztályába. 1935-1943 között a Liszt Ferenc Zeneművészeti Főiskola zongora művészképzőse, ahol többek között Weiner Leó és Dohnányi Ernő tanítványa volt.
Felesége Váczi Lily zongoraművész-tanár volt.
1942-1953 között több Fővárosi zeneiskola tanára is. 1953-tól 1970-ig a Fővárosi Zeneiskola Szervezet központi igazgató-helyettese és fővárosi vezető szakfelügyelő. Ezen időszakban végzett munkájának is köszönhetően jöttek létre a mai formájukban ismert kerületi zeneiskolák a fővárosban. 1968-tól 1992-es nyugdíjba vonulásáig a Liszt Ferenc Zeneművészeti Főiskola zongoraművész-tanára. 1992-1998 között a szülőhelyén működő Kispesti Zeneiskola zongorakorrepetitor-tanára volt.
Egyik alapítója volt a Magyar Kodály Társaságnak és a Magyar Liszt Ferenc Társaságnak. Alapítója, majd szerkesztőbizottsági tagja volt a Parlando zenepedagógiai folyóiratnak, melynek indulásától 1959-től 1990-ig írója is volt. A Magyar Zeneművészek és Táncművészek Szakszervezete elnökségének évtizedeken át lelkes tagja, a zenei közélet aktivistája volt. A Zeneműkiadó kérésére számos átiratot, kottát szerkesztett. Ezek mellett aktív közreműködője volt zongoraművészként a magyarországi zenei életnek mind szólistaként, mind kamaramuzsikusként. Kíváló előadója volt Dohnányi Ernő és Weiner Leó műveinek. Játékát számtalan rádió és lemez felvétel őrzi.

## Művészeti tevékenysége
Nevéhez fűződik egy-egy Mosonyi- és Csízik Béla-zongoraverseny ősbemutatója, valamint Sosztakovics 1. zongoraversenyének magyarországi bemutatója.

## Emlékezete
A Kispesti Szatmári László AMI előadóterme állít emléket híres tanárának.